# Software de gestión de inventarios
El software especializado para realizar inventarios es en realidad un conjunto de herramientas elaboradas para la supervisión de componentes establecidas en una red, bien sea pública o privada (corporativa, administrativa, social, entre otros), que facilita el seguimiento de la configuración y el software instalado en los ordenadores de una red local, así como la instalación remota de aplicaciones desde un servidor Web. Este permite a los usuarios administrar el inventario de sus activos, por medio de un despliegue de paquetes en computadores como por ejemplo Windows y Linux.

## Historia
En la Segunda Guerra Mundial, el gobierno estadounidense empleó programas especializados que se ejecutaban en las enormes y complejas computadoras recién surgidas al principio de la década de los años 40, para así controlar la logística y la organización de sus unidades en acciones bélicas. Estas soluciones tecnológicas, son conocidas como los primeros sistemas para la planificación de inventario y material, eso no es software, para el final de los años 50, los sistemas de inventario por medio de la planificación del requerimiento de material, brindaron soluciones a las trincheras del ejército para hallar cabida en los sectores productivos, en especial en Estados Unidos de Norte América....
Las compañías que los adoptaron se dieron cuenta de que estos sistemas les permitían llevar un control de diversas actividades tales como el control de inventario, así como la facturación, y el pago y administración de la nómina. De manera paralela, la evolución de las computadoras favoreció el crecimiento de estos sistemas en cuanto al número de empresas que optaban por ellos. Claro que esas computadoras eran muy rudimentarias, pero contaban con la capacidad de almacenamiento y recuperación de datos que facilitaban el poder procesar transacciones, es decir, manejar información y canalizarla de manera apropiada a aquellas áreas que, al integrarla, podían ejecutar acciones mucho más rápidamente.
El uso de software especializado para la realización de inventarios son una solución relativamente nueva a un problema clásico en producción: el de controlar y coordinar los materiales para que estén disponibles cuando se precisan, y sin necesidad de 
mantener un inventario excesivo. La gran cantidad de datos que hay que manejar y la enorme complejidad de las interrelaciones entre los distintos componentes, trajeron consigo que, antes de los años sesenta, no existiera forma satisfactoria de resolver los problemas a nivel de mercancía, o a nivel de los activos que poseían las empresas. Por desgracia, no siempre conseguían sus objetivos, aunque casi siempre incurrían en elevados costos de almacenamiento. Hubo que esperar a la actualidad para que la aparición del ordenador personal abriera las puertas al 'Software de Inventarios', siendo ésta algo más que una simple técnica de gestión de inventarios informáticos y de activos.

## OCS Inventory
Es una aplicación que se utiliza para llevar inventarios y recopilar información sobre el hardware y software de equipos que hay en la red, y que ejecutan el programa de cliente OCS. Empleado como un software libre, este tipo de programas no solamente es usado como una herramienta que diagnostica la parte informática, sino también, se utiliza a nivel empresarial para la administración de los activos que ingresan y egresan de estas.
OCS puede utilizarse para visualizar el inventario a través de una interfaz web. Además, OCS comprende la posibilidad de implementación de aplicaciones en los equipos de acuerdo a criterios de búsqueda (Bases de datos establecidas en las mismas computadoras o Bases de datos en línea), siendo este sistema categorizado como de Multiplataforma. Se basa en los estándares actuales. El diálogo entre los equipos cliente y los servidores, se basa en el Protocolo de transferencia de hipertexto (HTTP) y el formato de los datos es XML.
Este contiene 4 componentes principales:
- Servidor de base de datos, que almacena la información del inventario
- Comunicación con servidor, que se encarga de las comunicaciones HTTP entre el servidor de base
de datos y los agentes. 
- Despliegue de servidor, que almacena todos los paquetes de configuración desplegados. 
- Consola de Administración, que permite a los administradores consultar el servidor de base de datos a través de cualquier navegador
El servidor de administración utiliza Apache, MySQL y Perl. Tiene una interfaz web privativa escrita en PHP que ofrece servicios complementarios:
- Consulta del inventario
- Gestión de los derechos de los usuarios
- Una interfaz de servicio de (o escritorio de ayuda) para los técnicos